# Crybaby (Paloma Faith)
Crybaby è un singolo della cantante britannica Paloma Faith, il primo estratto dal suo quarto album in studio The Architect e pubblicato il 31 agosto 2017.

## Tracce
Download digitale
1. Crybaby – 3:53

## Classifiche
| Classifica (2017) | Posizione massima |
| ----------------- | ----------------- |
| Croazia           | 67                |
| Regno Unito       | 36                |
| Scozia            | 12                |